# مارشال‌برگ (کارولینای شمالی)
مارشال‌برگ (به انگلیسی: Marshallberg) یک منطقهٔ مسکونی در ایالات متحده آمریکا است که در شهرستان کارترت، کارولینای شمالی واقع شده‌است. مارشال‌برگ ۱٫۶۷ کیلومتر مربع مساحت و ۴۰۳ نفر جمعیت دارد و ۱٫۸۳ متر بالاتر از سطح دریا واقع شده‌است.